# 美國哥倫比亞運動服裝公司

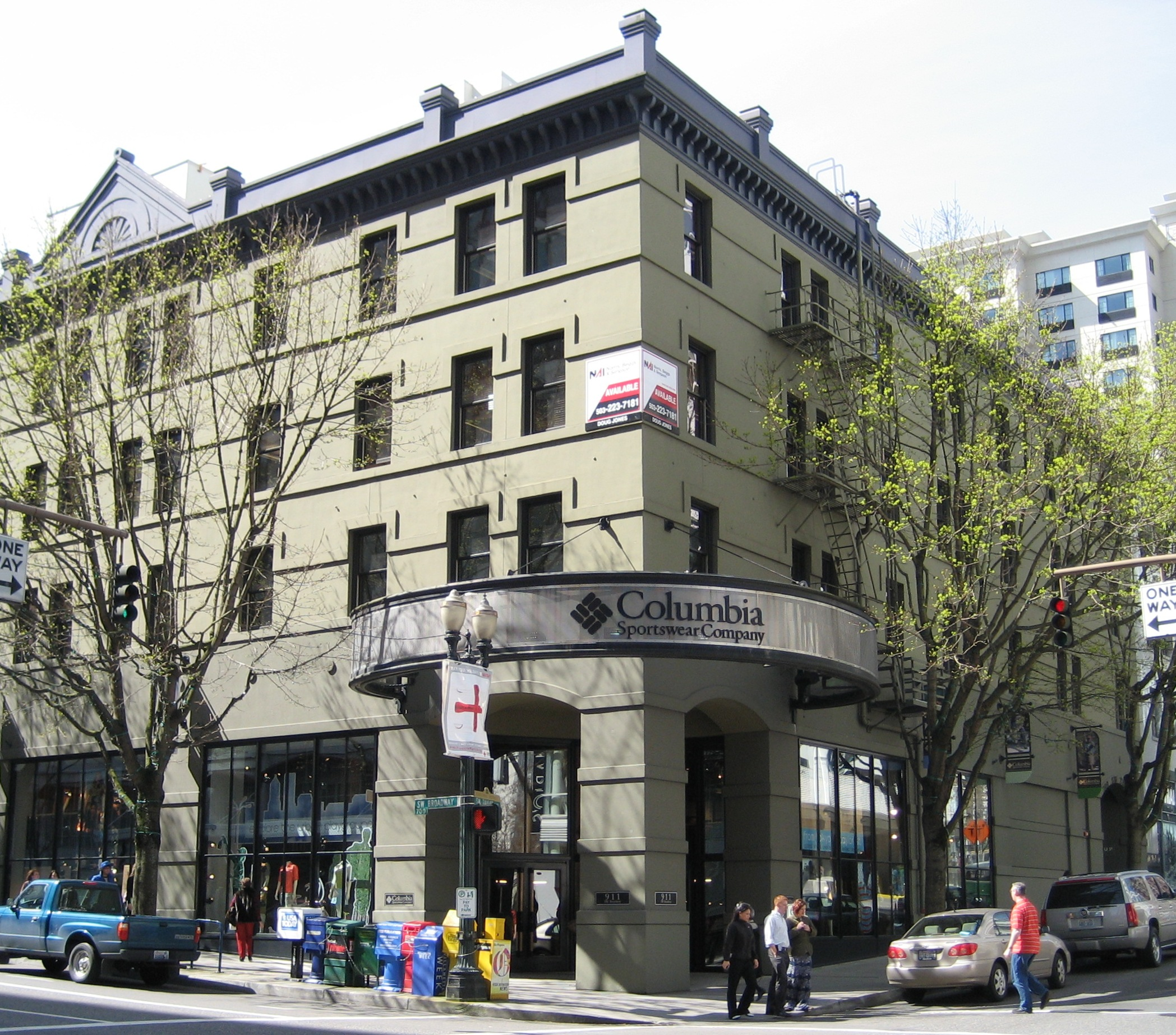
總部

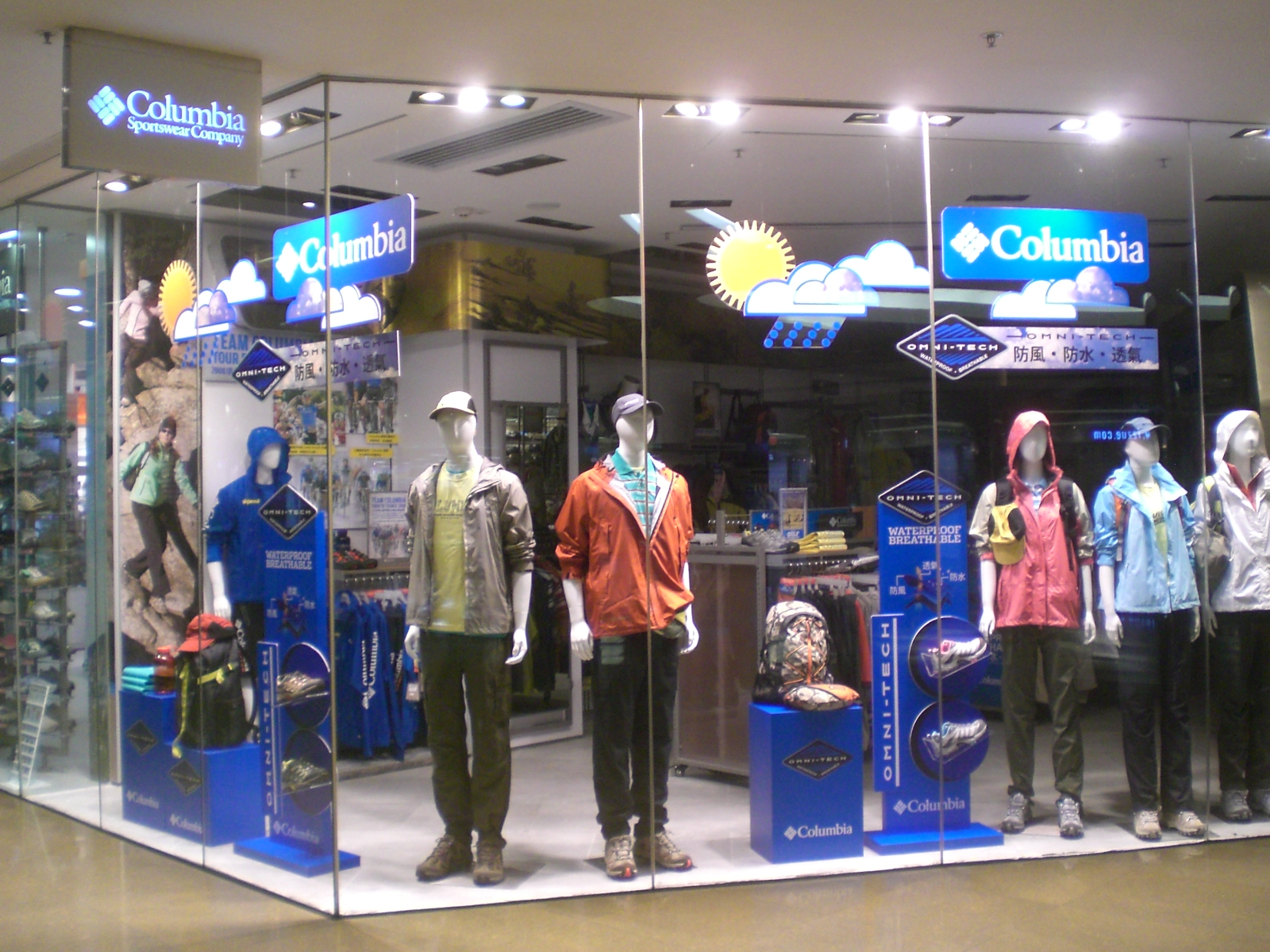
哥倫比亞運動服裝公司太古城中心分店

Columbia Sportswear Company，中文譯名為：哥倫比亞運動服裝公司，是一間美國上市公司。

## 历史
美國 Columbia 運動服裝公司成立於俄勒岡州波特蘭，1938年在俄勒岡州出產雨衣、帽為主，主席分別為Gertrude Boyle夫婦。美國 Columbia 現時出品的服裝，涉及5類戶外活動包括：徒步、遠足、休閒戶外、涉水運動及冬季運動等。
截至2018年，哥伦比亚40%的业务来自美国以外。